# 丹羽氏重

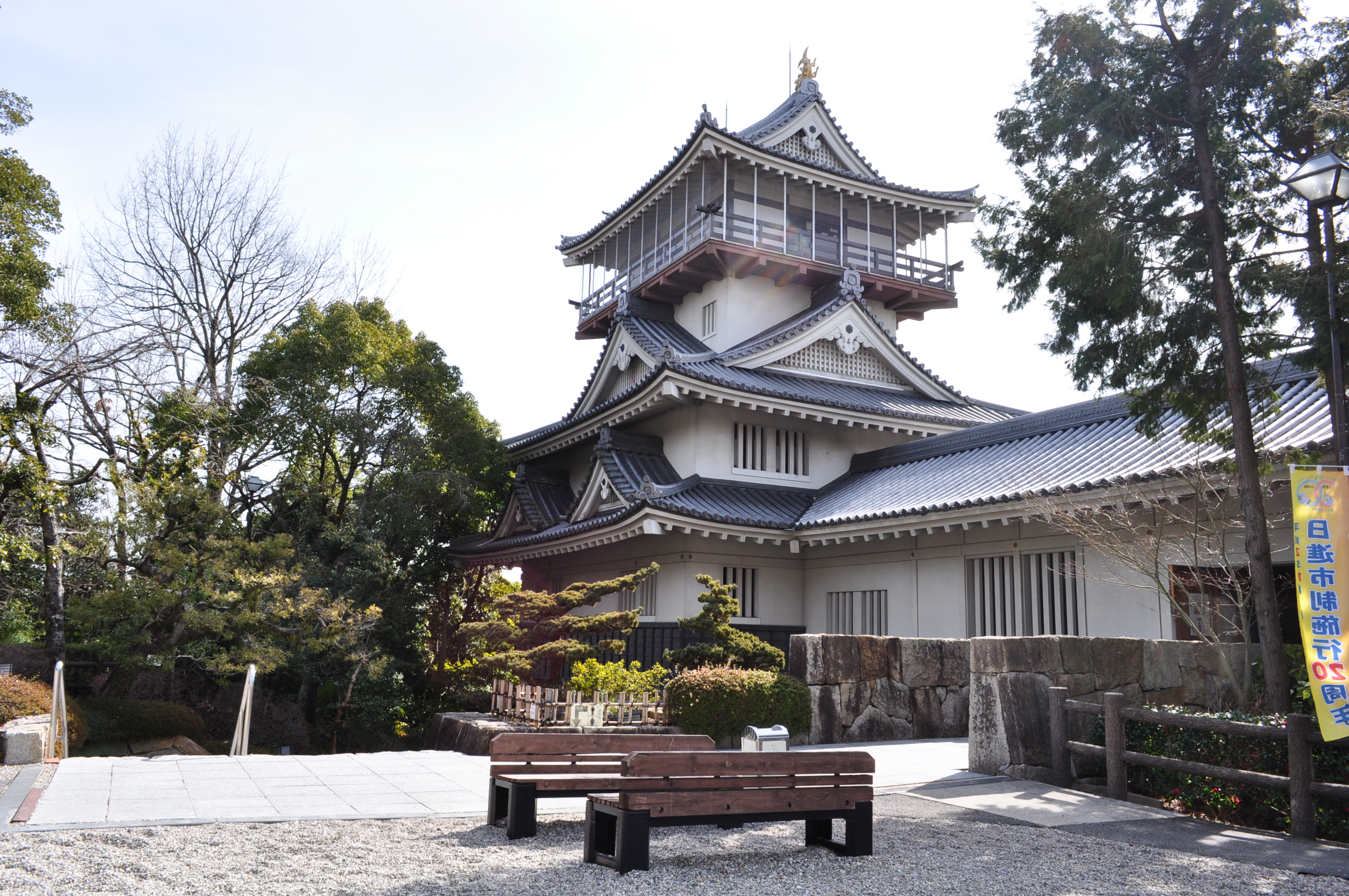
岩崎城（2014年2月13日撮影）

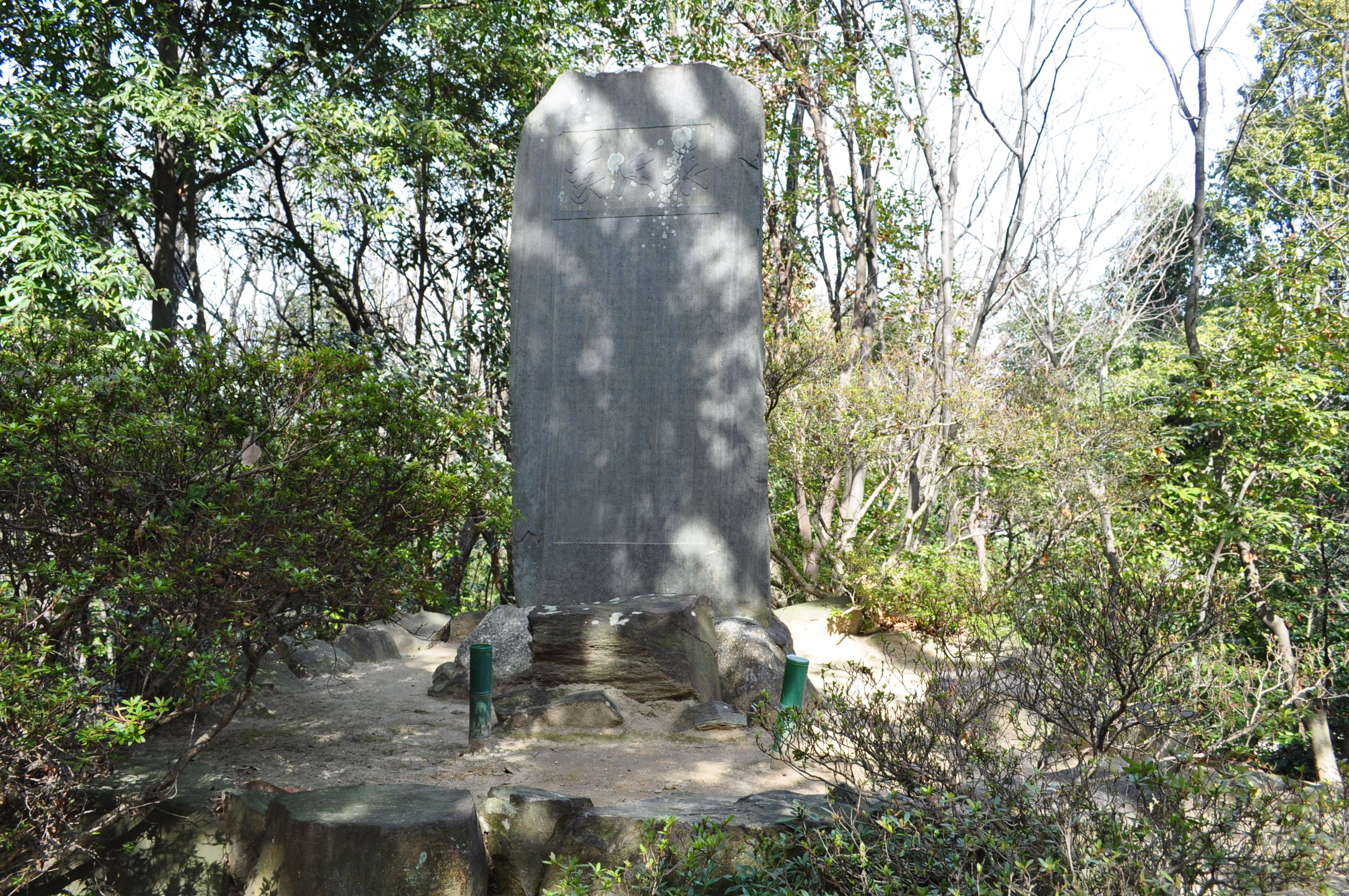
「忠義碑」（2014年2月13日撮影）

丹羽 氏重（にわ うじしげ）は、安土桃山時代の武将。徳川氏の家臣。尾張国傍示本城主（現愛知県愛知郡東郷町春木市場屋敷に城跡石碑）。

## 生涯
永禄12年（1569年）、丹羽氏勝の子として生まれた。
天正12年（1584年）の小牧・長久手の戦いで、兄・丹羽氏次は徳川家康に従軍したため、氏次に代わって尾張岩崎城を守備。氏重は痘瘡（天然痘）を患っていたが、豊臣秀吉軍・池田恒興らが率いる三河奇襲部隊が城の前を通過すると、「見過ごすは末代までの恥」、「敵の動きを小牧山は未だ知らないであろう。われらが敵を食い止め討死すれば、必ず小幡城には聞こえる。また、小牧にも知らせが届こう。ご恩を奉ずるのは今日の一戦にある」と城兵239人に討死覚悟で一戦を命じた。
池田隊は、小城の岩崎城に構わずに進軍するつもりだったとされるが、岩崎城からの攻撃に応戦した。池田軍の攻城隊を三度に渡り撃退するなどよく戦ったが、新手として現れた森長可軍の銃撃に怯んだ隙に討ち取られた。享年16。
氏重の討死を知った榊原康政は「氏重殿以下、ご立派な最後。仇はこの一戦で必ず討ち果たしましょうぞ」と氏次に伝令を送った。康政の伝令に氏重の兄・氏次は、「康政殿のお心遣い痛み入ります。仇は必ず討ち果たします」と応答したという（岩崎城の戦い）。この一戦は、秀吉軍の中入り部隊を足止めし、小牧・長久手の戦いの織田・徳川軍の勝利に貢献したとされる
。